# Bokermannohyla pseudopseudis
Bokermannohyla pseudopseudis é uma espécie de anfíbio da família Hylidae. Endêmica do Brasil, onde pode ser encontrada nos estados de Goiás, Minas Gerais e no Distrito Federal.